# Le Jeune Homme
Le Jeune Homme est un récit autobiographique d'Annie Ernaux publié en 2022 aux éditions Gallimard.

## Résumé
Annie Ernaux, embourgeoisée, raconte une liaison amoureuse vécue à l'âge de 54 ans avec un étudiant de Rouen âgé de 25 ans, désargenté et issu d'un milieu populaire.

## Contexte d'écriture
Le récit a été rédigé entre 1998 et 2000, avant d'être repris et achevé en 2022, quelques mois avant que l'autrice obtienne le prix Nobel de littérature. « Un précipité de tout ce qui était important à mes yeux, à savoir le temps, la mémoire, et le fait que ce jeune homme était le corps social de moi-même : il me ramenait à mon adolescence dans une sorte de ramassé du passé », confie-t-elle. « Il y a cette différence d'âge et de statut social, cette pauvreté du jeune homme qui est attirante », explique-t-elle dans une interview à Ouest-France. « Le côté économique compte beaucoup et je voulais même l'accentuer en listant tout ce que j'ai fait pour, non pas l'attacher, mais rétablir un ordre. » L'identité et le devenir de cet étudiant appelé « A. » restent inconnus. « Je ne souhaite pas qu'on commence à le pister », a déclaré Annie Ernaux au mensuel Lire.
En 2000, soit trois ans après la fin de leur histoire, elle publie L'Événement : « J'ai entrepris le récit de cet avortement autour duquel je tournais depuis longtemps. Plus j'avançais dans l'écriture de cet événement qui avait eu lieu avant même qu'il soit né, plus je me sentais irrésistiblement poussée à quitter A. Comme si je voulais le décrocher et l'expulser comme je l'avais fait de l'embryon plus de trente ans auparavant. » 

## Réception
Le livre a été plébiscité par la critique. France Inter le décrit comme « un concentré puissant » de l'oeuvre d'Annie Ernaux. Les Inrockuptibles le compare à « une miniature parfaite qui concentre tous ses livres dans un geste proustien d'une beauté époustouflante. » Le Figaro, souvent critique avec l'autrice, salue « le rythme de la forme brève ernausienne » et « sa densité fruit d'un long travail. »